# شهرستان لینیینگ
شهرستان لینیینگ (به لاتین: Linying County) یک منطقهٔ مسکونی در چین است که در لوهی واقع شده‌است.